# Nikita Polyakov (cầu thủ bóng đá)
Nikita Vasilyevich Polyakov (tiếng Nga: Никита Васильевич Поляков; sinh ngày 7 tháng 3 năm 1999) là một cầu thủ bóng đá người Nga thi đấu cho F.K. Dynamo-2 Sankt Peterburg.

## Sự nghiệp câu lạc bộ
Anh có màn ra mắt tại Giải bóng đá chuyên nghiệp quốc gia Nga cho F.K. Dynamo-2 Sankt Peterburg vào ngày 19 tháng 7 năm 2017 trong trận đấu với F.K. Torpedo Vladimir.